# 28770 Sarahrines
28770 Sarahrines è un asteroide della fascia principale. Scoperto nel 2000, presenta un'orbita caratterizzata da un semiasse maggiore pari a 2,7898432 UA e da un'eccentricità di 0,0658438, inclinata di 7,10469° rispetto all'eclittica.